# Gabriela Biló
Gabriela Biló (São Paulo, 1989) é uma fotojornalista brasileira dedicada ao jornalismo político. Em 2020 e 2021 foi vencedora do troféu Mulher Imprensa e recebeu menção honrosa em 2020 no prêmio Vladimir Herzog pelo trabalho de cobertura da rotina do presidente Jair Bolsonaro em Brasilia. Também foi finalista do prêmio LOBA de Leica e vencedora do Prêmio IREE de jornalismo. É autora do livro A Verdade Vós Libertará, da editora Fósforo.
Começou a carreira de jornalista em 2012, na agência Futura Press. Em 2014, contratada por O Estado de S. Paulo, fez a primeira viagem profissional a Brasília para tirar uma foto de Michel Temer, então vice-presidente, na noite em que ele receberia a faixa presidencial de Dilma Rousseff. Mudou-se para Brasília em 2019, tornando-se a primeira mulher na história de O Estado de S. Paulo a trabalhar como fotógrafa na capital.  Atualmente trabalha para o jornal Folha de S.Paulo.

## Obras

### Presidente Viral
Presidente Viral foi um registro fotográfico realizado pela fotógrafa brasileira Gabriela Biló para o jornal O Estado de S.Paulo no ano de 2020. Naquele mesmo ano, a obra recebeu a menção honrosa no Prêmio Vladimir Herzog. A fotografia é considerada não apenas um retrato do então presidente Jair Bolsonaro sem máscara e tossindo, mas também um retrato da crise pandêmica que o país enfrentava, captando aquilo que se chama de o "espírito do instante decisivo" concebido por Henri Cartier-Bresson.